# Virginia Ródenas
Virginia Ródenas Parra (Madrid, 25-5-1965) es una periodista española. Ha desarrollado la práctica totalidad de su carrera en el diario ABC. Actualmente es Directora de Comunicación y Relaciones Institucionales del Grupo Envera y dirige el Posgrado de Inteligencia Económica y Seguridad (PIES) en la Universidad de Comillas.

## Biografía
Comenzó a trabajar en 1984 como becaria de la sección de Local en la vieja sede de la calle Serrano de Madrid. Licenciada en Ciencias de la Información por la Universidad Complutense, ha pasado por las secciones de Sociedad, Local, Sucesos y, durante más de diez años, reportera del suplemento dominical. Desde septiembre de 2008 fue uno de los tres periodistas, junto a Blanca Torquemada y Antonio Astorga, encargada de la entrevista que cerraba todos los días el periódico. En octubre de 2011 puso fin a su relación con ABC para pasar a formar parte de Comunicación de Valor Añadido (CVA) (enlace roto disponible en Internet Archive; véase el historial, la primera versión y la última). donde fue socia directora de la Agencia de Comunicación. Tertuliana de Punto Radio e Intereconomía, donde participó semanalmente en la tertulia de "Otro gallo cantaría", 'Disidentes Públicos' (enlace roto disponible en Internet Archive; véase el historial, la primera versión y la última). y 'Más se perdió en Cuba' (enlace roto disponible en Internet Archive; véase el historial, la primera versión y la última)., así como "El gato al agua" en Intereconomía TV (enlace roto disponible en Internet Archive; véase el historial, la primera versión y la última).. Tras pasar por el Gabinete de la Alcaldía del Ayuntamiento de Madrid, pasó a ser Directora de Comunicación y Relaciones Institucionales del Grupo Envera. Ha tomado parte en numerosos seminarios, es diplomada por el Centro de Estudios Superiores de la Defensa, posgrado en Comunicación Política por la Universidad de Comillas, donde dirige el Posgrado de Inteligencia Económica y Seguridad cuya primera edición fue recibida en Audiencia por el hoy Rey Felipe VI, ha sido miembro del jurado de Empresa Flexible de la Comunidad de Madrid y es coautora de varios libros. Ha recibido numerosos premios en reconocimiento a su labor periodística. Por su reportaje "Huérfanos de hijos. Hablan los padres de los niños asesinados por ETA" fue galardonada con el primer premio de la Fundación de Víctimas del Terrorismo (enlace roto disponible en Internet Archive; véase el historial, la primera versión y la última). que se instauró en 2002.
En diciembre de 2008 obtuvo el premio de Prensa de la Guardia Civil, de los Premios Periodísticos de Cuerpos y Fuerzas de Seguridad del Estado, por su reportaje sobre los veinte años de la incorporación de la mujer a la Benemérita. Además ha conseguido el primer premio de prensa del SAMUR, el premio del Cuerpo de Bomberos del Ayuntamiento de Madrid y el de la Policía Municipal de la capital de España. Está casada y es madre de dos hijas.